# Abgeordnetenhauswahl in Tschechien 2025

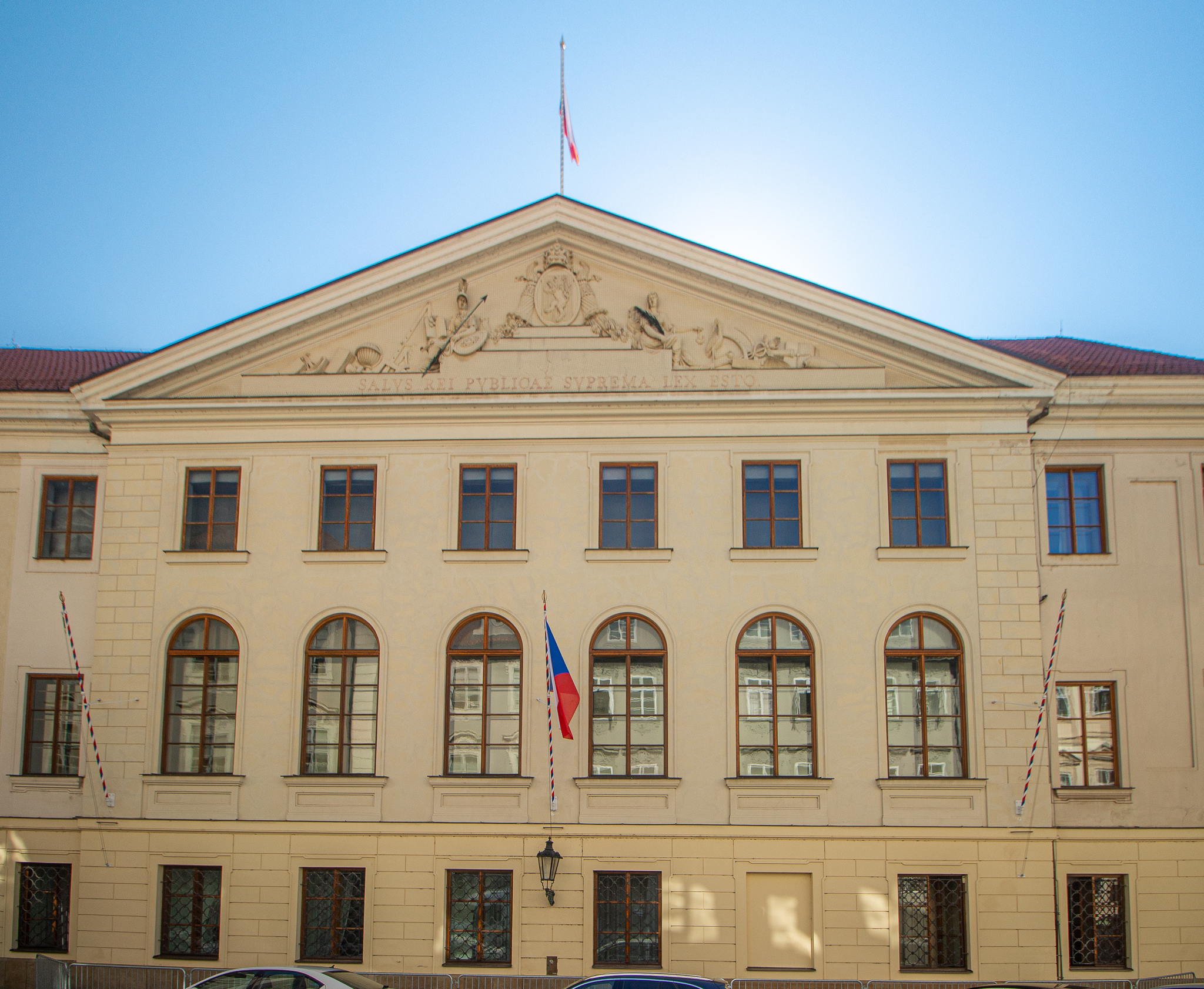
Abgeordnetenhaus im Palais Thun in Prag

Die Abgeordnetenhauswahl in Tschechien 2025 findet voraussichtlich am 3. und 4. Oktober 2025 statt. Dabei werden die 200 Mandatsträger des Abgeordnetenhauses gewählt.

## Wahlsystem
Das Abgeordnetenhaus wird nach dem Reststimmenverfahren auf vier Jahre gewählt.
Im Februar 2021 wurde das Wahlgesetz vom Verfassungsgericht teilweise für verfassungswidrig erklärt. Die Sitze wurden zuvor  in 14 Wahlkreise, deren Einteilung der Gliederung des Landes in Regionen entsprach, nach dem D’Hondt-Verfahren vergeben. Es galt eine Sperrklausel von 5 %. Für Koalitionen von zwei Parteien lag die Hürde bei 10 %, bei drei oder vier beteiligten Parteien stieg die Hürde auf 15 beziehungsweise 20 %. Das Verfassungsgericht beanstandete die großen Parteien begünstigende D’Hondt-Sitzverteilung in den Wahlkreisen und die hohe Sperrklausel für Koalitionen.
Die am 1. Juli 2021 in Kraft getretene Wahlrechtsreform behält die 14 Wahlkreise bei, auf die 200 Sitze proportional zu den dort abgegebenen gültigen Stimmen aufgeteilt werden. Die Sperrklausel von 5 % bleibt, die Hürde für Koalitionen sinkt auf 8 % bei zwei beteiligten Parteien und 11 % bei drei oder mehr Parteien. Die Sitzverteilung erfolgt in zwei Schritten:
- Im ersten Schritt werden die Sitze in den Wahlkreisen vergeben. In jedem Wahlkreis wird die regionale Wahlzahl ermittelt, indem die Zahl der gültigen Stimmen im Wahlkreis für alle an der Sitzverteilung teilnehmenden Listen durch die um zwei erhöhte Zahl der im Wahlkreis zu vergebenden Sitze geteilt wird. Die Parteien und Koalitionen oberhalb der Sperrklausel erhalten für jede volle Wahlzahl jeweils einen Sitz. Die übrig bleibenden Reststimmen sind Grundlage für die Sitzzuteilung  auf nationaler Ebene. Werden im Wahlkreis mehr Sitze vergeben, als ihm Sitze zustehen, werden die überzähligen Sitze gestrichen, indem die Listen mit dem geringsten Reststimmen jeweils einen Sitz weniger bekommen.
- Im zweiten Schritt werden die noch nicht vergebenen Sitze auf nationaler Ebene verteilt. Für die einzelnen Parteien und Koalitionen werden die Reststimmen aus den einzelnen Wahlkreisen addiert. Die Summe aller Reststimmen für alle Parteien und Koalitionen landesweit wird durch die Zahl der noch zu verteilenden Sitze erhöht um eins geteilt und so die nationale Wahlzahl ermittelt. Für Reststimmen in Höhe der vollen nationalen Wahlzahl erhalten die Parteien und Koalitionen jeweils einen Sitz. Können so nicht alle Sitze verteilt werden, so fallen die restlichen Sitze den Parteien und Koalitionen mit den größten Stimmresten zu. Die auf nationaler Ebene der Partei oder Koalition zugewiesenen Sitze werden verteilt, indem ihre Wahlkreislisten mit den größten Reststimmenzahlen jeweils einen zusätzlichen Sitz erhalten.

## Ausgangslage
Das mitte-rechts Wahlbündnis SPOLU gewann die Wahl mit 27,8 % der Stimmen knapp vor der Partei ANO des amtierenden Ministerpräsidenten Andrej Babiš mit 27,1 %. Gemeinsam mit der Koalition aus Piraten- und Bürgermeisterpartei (PaS, 15,6 %) erreichte SPOLU im neu gewählten Abgeordnetenhaus eine Mehrheit von 108 Abgeordneten, weshalb die bisherigen Oppositionsparteien mit Verhandlungen zur Bildung einer neuen Regierung begannen. Mit leichten Verlusten zog auch die Rechtsaußen-Partei SPD (9,6 %) wieder ins Abgeordnetenhaus ein. Sowohl die kommunistische KSČM als auch die sozialdemokratische ČSSD scheiterten an der 5-Prozent-Hürde. Die beiden Parteien sind somit erstmals seit der Gründung der Tschechischen Republik 1993 nicht mehr im Parlament vertreten.
Die Wahlbeteiligung stieg im Vergleich zur Wahl 2017 von 60,8 % auf 65,4 %.
Die beiden oppositionellen Wahlkoalitionen Spolu und PaS begannen unmittelbar nach der Wahl mit den Verhandlungen zur Regierungsbildung. Am 8. November präsentierten die fünf Parteien einen Koalitionsvertrag.
Am 28. November 2021 ernannte Staatspräsident Miloš Zeman Petr Fiala zum Ministerpräsidenten, dessen Regierung am 17. Dezember 2021 die Amtsgeschäfte aufnahm.

## Umfragen
- Stačilo!: 17
- Piráti: 17
- STAN: 23
- Spolu: 46
- ANO: 68
- AUTO: 0
- SPD: 29

### Aktuelle Umfragen
(Quelle: )
| Institut  | Datum         | Spolu  | Spolu   | Spolu  | ANO    | STAN   | Piráti | Piráti | SPD    | SPD       | SPD      | SPD    | Přísaha | Stačilo! | Stačilo! | AUTO  | Sonstige |
| Institut  | Datum         | ODS    | KDU-ČSL | TOP 09 | ANO    | STAN   | Piráti | SZ     | SPD    | Trikolora | Svobodní | PRO    | Přísaha | SOCDEM   | KSČM     | AUTO  | Sonstige |
| --------- | ------------- | ------ | ------- | ------ | ------ | ------ | ------ | ------ | ------ | --------- | -------- | ------ | ------- | -------- | -------- | ----- | -------- |
| STEM      | 05.08.2025    | 21,3 % | 21,3 %  | 21,3 % | 31,1 % | 10,5 % | 8,1 %  | 8,1 %  | 13,2 % | 13,2 %    | 13,2 %   | 13,2 % | 2,2 %   | 8,0 %    | 8,0 %    | 4,9 % | 0,7 %    |
| Ipsos     | 02.08.2025    | 21,9 % | 21,9 %  | 21,9 % | 34,9 % | 10,0 % | 8,6 %  | 8,6 %  | 11,4 % | 11,4 %    | 11,4 %   | 11,4 % | 2,0 %   | 6,3 %    | 6,3 %    | 3,9 % | 1,0 %    |
| Median    | 31.07.2025    | 19,5 % | 19,5 %  | 19,5 % | 33,0 % | 11,0 % | 7,5 %  | 7,5 %  | 14,0 % | 14,0 %    | 14,0 %   | 14,0 % | 1,5 %   | 3,0 %    | 5,0 %    | 4,5 % | 1,0 %    |
| STEM      | 29.07.2025    | 20,8 % | 20,8 %  | 20,8 % | 31,5 % | 10,3 % | 8,3 %  | 8,3 %  | 13,8 % | 13,8 %    | 13,8 %   | 13,8 % | 2,8 %   | 7,5 %    | 7,5 %    | 4,2 % | 0,8 %    |
| STEM      | 22.07.2025    | 21,2 % | 21,2 %  | 21,2 % | 32,9 % | 12,0 % | 7,6 %  | 7,6 %  | 12,5 % | 12,5 %    | 12,5 %   | 12,5 % | 1,9 %   | 7,2 %    | 7,2 %    | 4,1 % | 0,6 %    |
| STEM      | 15.07.2025    | 19,4 % | 19,4 %  | 19,4 % | 31,5 % | 12,8 % | 8,1 %  | 8,1 %  | 12,8 % | 12,8 %    | 12,8 %   | 12,8 % | 2,0 %   | 2,7 %    | 7,4 %    | 3,5 % | 0,4 %    |
| STEM      | 08.07.2025    | 19,9 % | 19,9 %  | 19,9 % | 30,9 % | 13,2 % | 8,0 %  | 8,0 %  | 12,4 % | 12,4 %    | 12,4 %   | 12,4 % | 2,2 %   | 3,2 %    | 6,3 %    | 3,5 % | 0,4 %    |
| NMS       | 07.07.2025    | 21,5 % | 21,5 %  | 21,5 % | 28,7 % | 12,0 % | 7,9 %  | 7,9 %  | 13,3 % | 13,3 %    | 13,3 %   | 13,3 % | 3,2 %   | 2,2 %    | 5,8 %    | 3,2 % | 2,2 %    |
| STEM      | 01.07.2025    | 20,5 % | 20,5 %  | 20,5 % | 30,9 % | 12,3 % | 7,9 %  | 7,9 %  | 13,9 % | 13,9 %    | 13,9 %   | 13,9 % | 2,7 %   | 2,4 %    | 5,0 %    | 4,0 % | 0,4 %    |
| Median    | 30.06.2025    | 19,0 % | 19,0 %  | 19,0 % | 32,0 % | 9,0 %  | 8,0 %  | 8,0 %  | 14,0 % | 14,0 %    | 14,0 %   | 14,0 % | 2,5 %   | 1,5 %    | 5,5 %    | 5,5 % | 3,0 %    |
| Ipsos     | 29.06.2025    | 21,4 % | 21,4 %  | 21,4 % | 35,1 % | 10,8 % | 6,7 %  | 6,7 %  | 10,5 % | 10,5 %    | 10,5 %   | 10,5 % | 2,4 %   | 2,3 %    | 5,7 %    | 4,5 % | 0,6 %    |
| STEM      | 24.06.2025    | 20,8 % | 20,8 %  | 20,8 % | 31,9 % | 10,6 % | 7,8 %  | 7,8 %  | 13,0 % | 13,0 %    | 13,0 %   | 13,0 % | 2,9 %   | 2,9 %    | 4,6 %    | 4,8 % | 0,7 %    |
| Kantar    | 20.06.2025    | 21,0 % | 21,0 %  | 21,0 % | 33,5 % | 11,5 % | 7,5 %  | 2,0 %  | 11,5 % | 11,5 %    | 11,5 %   | 11,5 % | –       | –        | 4,5 %    | 4,5 % | 4,0 %    |
| STEM      | 11.06.2025    | 21,6 % | 21,6 %  | 21,6 % | 31,2 % | 10,6 % | 6,7 %  | 1,8 %  | 13,1 % | 13,1 %    | 13,1 %   | 13,1 % | 1,8 %   | 3,0 %    | 5,0 %    | 4,4 % | 0,8 %    |
| STEM      | 04.06.2025    | 22,3 % | 22,3 %  | 22,3 % | 30,1 % | 10,8 % | 6,2 %  | 1,6 %  | 13,1 % | 13,1 %    | 13,1 %   | 13,1 % | 1,9 %   | 3,6 %    | 5,5 %    | 4,0 % | 0,9 %    |
| NMS       | 03.06.2025    | 19,7 % | 19,7 %  | 19,7 % | 30,5 % | 11,9 % | 6,2 %  | 1,6 %  | 16,7 % | 16,7 %    | 16,7 %   | 16,7 % | 1,3 %   | 2,0 %    | 5,2 %    | 3,6 % | 1,3 %    |
| Ipsos     | 01.06.2025    | 20,6 % | 20,6 %  | 20,6 % | 34,1 % | 9,9 %  | 6,0 %  | 2,7 %  | 10,1 % | 10,1 %    | 10,1 %   | 10,1 % | 2,1 %   | 2,7 %    | 6,4 %    | 4,6 % | 0,8 %    |
| Median    | 31.05.2025    | 21,0 % | 21,0 %  | 21,0 % | 32,0 % | 10,5 % | 5,5 %  | –      | 13,5 % | 13,5 %    | 13,5 %   | 13,5 % | –       | 2,0 %    | 6,5 %    | 3,0 % | 6,0 %    |
| Kantar    | 30.05.2025    | 21,0 % | 21,0 %  | 21,0 % | 34,5 % | 12,0 % | 6,5 %  | –      | 10,5 % | 10,5 %    | 10,5 %   | 10,5 % | –       | 2,0 %    | 4,5 %    | 5,0 % | 4,0 %    |
| STEM      | 27.05.2025    | 21,8 % | 21,8 %  | 21,8 % | 31,6 % | 11,4 % | 6,1 %  | 1,4 %  | 12,8 % | 12,8 %    | 12,8 %   | 12,8 % | 2,1 %   | 3,1 %    | 5,4 %    | 3,6 % | 0,7 %    |
| STEM      | 20.05.2025    | 20,7 % | 20,7 %  | 20,7 % | 32,3 % | 11,2 % | 7,3 %  | 2,1 %  | 12,6 % | 12,6 %    | 12,6 %   | 12,6 % | 1,7 %   | 2,2 %    | 6,7 %    | 2,8 % | 0,4 %    |
| STEM      | 06.05.2025    | 20,2 % | 20,2 %  | 20,2 % | 30,7 % | 10,0 % | 6,6 %  | 2,5 %  | 12,6 % | 12,6 %    | 12,6 %   | 12,6 % | 2,0 %   | 3,5 %    | 6,5 %    | 4,5 % | 0,9 %    |
| Ipsos     | 04.05.2025    | 21,7 % | 21,7 %  | 21,7 % | 34,4 % | 9,8 %  | 6,1 %  | 2,1 %  | 10,4 % | 10,4 %    | 10,4 %   | 10,4 % | 2,4 %   | 1,8 %    | 5,8 %    | 4,5 % | 1,0 %    |
| STEM      | 29.04.2025    | 20 %   | 20 %    | 20 %   | 32 %   | 10 %   | 6 %    | 2 %    | 12 %   | 12 %      | 12 %     | 12 %   | 3 %     | 3 %      | 6 %      | 5 %   | 0 %      |
| STEM      | 22.04.2025    | 19,5 % | 19,5 %  | 19,5 % | 32,2 % | 10,1 % | 5,9 %  | 2,4 %  | 11,6 % | 11,6 %    | 11,6 %   | 11,6 % | 2,6 %   | 3,8 %    | 5,8 %    | 5,4 % | 0,7 %    |
| NMS       | 09.04.2025    | 20,9 % | 20,9 %  | 20,9 % | 28,1 % | 12,2 % | 5,9 %  | 2,0 %  | 12,5 % | 12,5 %    | 12,5 %   | 12,5 % | 2,8 %   | 2,5 %    | 5,2 %    | 6,0 % | 1,9 %    |
| STEM      | 08.04.2025    | 19,9 % | 19,9 %  | 19,9 % | 31,6 % | 11,9 % | 6,4 %  | 2,0 %  | 10,5 % | 10,5 %    | 10,5 %   | 10,5 % | 2,4 %   | 3,0 %    | 5,4 %    | 6,0 % | 0,9 %    |
| STEM      | 02.04.2025    | 19,9 % | 19,9 %  | 19,9 % | 31,4 % | 11,3 % | 6,8 %  | 2,2 %  | 10,7 % | 10,7 %    | 10,7 %   | 10,7 % | 1,8 %   | 3,6 %    | 5,7 %    | 6,2 % | 0,4 %    |
| Ipsos     | 28.03.2025    | 20,9 % | 20,9 %  | 20,9 % | 35,8 % | 10,3 % | 5,8 %  | 1,0 %  | 9,8 %  | 9,8 %     | 9,8 %    | 9,8 %  | 1,4 %   | 3,5 %    | 5,1 %    | 5,0 % | 1,4 %    |
| Wahl 2021 | 8.–9.10..2021 | 27,8 % | 27,8 %  | 27,8 % | 27,1 % | 15,6 % | 15,6 % | 1,0 %  | 9,6 %  | 2,8 %     | 2,8 %    | —      | 4,7 %   | 4,7 %    | 3,6 %    | –     | 3,2 %    |

ältere Umfragen
| Institut  | Datum         | Spolu  | Spolu   | Spolu  | ANO    | PaS    | PaS    | SPD    | Přísaha | SOCDEM | KSČM  | TSS       | TSS      | TSS   | SZ    | PRO   | Sonstige |
| Institut  | Datum         | ODS    | KDU-ČSL | TOP 09 | ANO    | Piráti | STAN   | SPD    | Přísaha | SOCDEM | KSČM  | Trikolora | Svobodní | SSČR  | SZ    | PRO   | Sonstige |
| --------- | ------------- | ------ | ------- | ------ | ------ | ------ | ------ | ------ | ------- | ------ | ----- | --------- | -------- | ----- | ----- | ----- | -------- |
| Median    | 13.03.2023    | 14,5 % | 3,5 %   | 5,0 %  | 32,0 % | 11,5 % | 7,0 %  | 9,5 %  | 2,5 %   | 5,0 %  | 3,5 % | 1,5 %     | —        | —     | 2,0 % | —     | 2,5 %    |
| Kantar    | 12.03.2023    | 31,0 % | 31,0 %  | 31,0 % | 30,5 % | 13,0 % | 13,0 % | 9,0 %  | 2,5 %   | 5,0 %  | 2,0 % | —         | —        | —     | —     | —     | 7,0 %    |
| Kantar    | 12.03.2023    | 21,5 % | 4,0 %   | 5,0 %  | 29,5 % | 9,0 %  | 7,0 %  | 8,5 %  | 2,5 %   | 4,5 %  | 2,0 % | —         | —        | —     | —     | —     | 6,5 %    |
| Phoenix   | 06.03.2023    | 14,1 % | 5,8 %   | 6,5 %  | 27,6 % | 8,9 %  | 5,6 %  | 9,5 %  | —       | 2,2 %  | 1,2 % | —         | —        | —     | —     | 4,3 % | 14,3 %   |
| Sanep     | 13.02.2023    | 13,5 % | 3,1 %   | 3,9 %  | 32,7 % | 7,9 %  | 4,6 %  | 9,3 %  | —       | 3,0 %  | —     | —         | —        | —     | —     | 6,1 % | 15,9 %   |
| STEM      | 11.12.2022    | 13,9 % | 4,9 %   | 4,6 %  | 30,8 % | 9,4 %  | 6,4 %  | 12,4 % | —       | 4,0 %  | 4,2 % | —         | —        | —     | —     | —     | 9,5 %    |
| Kantar    | 13.11.2022    | 21,5 % | 3,5 %   | 5,5 %  | 26,5 % | 11,5 % | 6,0 %  | 11,0 % | 2,5 %   | 3,5 %  | 2,5 % | 2,0 %     | —        | —     | —     | —     | 4,0 %    |
| Median    | 12.10.2022    | 16,0 % | 2,5 %   | 6,0 %  | 30,5 % | 11,0 % | 5,5 %  | 11,5 % | 3,0 %   | 4,5 %  | 2,5 % | 2,0 %     | —        | —     | 2,0 % | —     | 3,0 %    |
| Kantar    | 09.10.2022    | 28,5 % | 28,5 %  | 28,5 % | 31,5 % | 12,0 % | 12,0 % | 12,0 % | 4,5 %   | 2,5 %  | 2,0 % | —         | —        | —     | —     | —     | 7,0 %    |
| Kantar    | 09.10.2022    | 18,0 % | 6,0 %   | 4,0 %  | 29,5 % | 9,0 %  | 7,5 %  | 11,5 % | 4,0 %   | 2,5 %  | 2,0 % | —         | —        | —     | —     | —     | 6,0 %    |
| Median    | 21.09.2022    | 16,0 % | 3,5 %   | 3,5 %  | 29,0 % | 11,5 % | 4,0 %  | 14,0 % | 3,5 %   | 5,0 %  | 3,5 % | 2,0 %     | —        | —     | 2,0 % | —     | 2,5 %    |
| STEM      | 18.09.2022    | 14,2 % | 4,5 %   | 5,0 %  | 30,0 % | 9,4 %  | 5,0 %  | 14,3 % | 3,5 %   | 4,0 %  | —     | —         | —        | —     | —     | —     | 10,1 %   |
| Kantar    | 11.09.2022    | 19,5 % | 4,0 %   | 4,5 %  | 30,5 % | 8,5 %  | 6,5 %  | 11,0 % | 3,0 %   | 3,0 %  | 3,5 % | —         | 2,0 %    | —     | —     | —     | 4,0 %    |
| Kantar    | 11.09.2022    | 29,0 % | 29,0 %  | 29,0 % | 32,0 % | 10,0 % | 10,0 % | 11,0 % | 3,5 %   | 3,5 %  | 4,0 % | —         | —        | —     | —     | —     | 7,0 %    |
| STEM      | 27.08.2022    | 15,5 % | 3,4 %   | 5,6 %  | 31,1 % | 9,3 %  | 5,5 %  | 11,9 % | 3,3 %   | 4,8 %  | 3,4 % | 1,4 %     | 1,7 %    | —     | 2,5 % | —     | 0,6 %    |
| Median    | 12.08.2022    | 15,5 % | 4,5 %   | 5,0 %  | 30,0 % | 10,5 % | 5,5 %  | 12,5 % | 3,0 %   | 5,0 %  | 2,5 % | 2,5 %     | —        | —     | 2,0 % | —     | 1,5 %    |
| Median    | 31.07.2022    | 16,1 % | 4,6 %   | 5,2 %  | 29,0 % | 11,8 % | 4,8 %  | 12,5 % | 2,2 %   | 5,6 %  | 2,8 % | —         | —        | —     | 1,8 % | —     | 3,6 %    |
| SANEP     | 02.07.2022    | 16,1 % | 4,1 %   | 3,1 %  | 29,2 % | 5,7 %  | 4,9 %  | 13,7 % | —       | 3,0 %  | —     | —         | 3,5 %    | —     | —     | —     | 16,7 %   |
| Kantar    | 12.06.2022    | 28,5 % | 28,5 %  | 28,5 % | 29,5 % | 12,5 % | 12,5 % | 11,5 % | 2,5 %   | 5,0 %  | 2,5 % | —         | —        | —     | 2,5 % | —     | 5,5 %    |
| Median    | 08.06.2022    | 16,0 % | —       | 4,5 %  | 28,5 % | 9,0 %  | 8,5 %  | 11,5 % | 3,0 %   | 5,5 %  | 3,0 % | 2,5 %     | —        | —     | —     | —     | 8,0 %    |
| Wahl 2021 | 8.–9.10..2021 | 27,8 % | 27,8 %  | 27,8 % | 27,1 % | 15,6 % | 15,6 % | 9,6 %  | 4,7 %   | 4,7 %  | 3,6 % | 2,8 %     | 2,8 %    | 2,8 % | 1,0 % | —     | 3,2 %    |